# Piper kerberi
Piper kerberi är en pepparväxtart som beskrevs av C. Dc.. Piper kerberi ingår i släktet Piper och familjen pepparväxter. Inga underarter finns listade i Catalogue of Life.